# Druhá vláda Mihy Marinky
Druhá vláda Mihy Marinky byla jmenována Ústavodárnou skupščinou Lidové republiky Slovinsko (LRS) dne 20. listopadu 1946. Její mandát skončil jmenováním nové vlády Mihy Marinky v dubnu 1951.

## Složení
| Funkce                                                                | Jméno a příjmení      | Období                                   | Reference            |
| --------------------------------------------------------------------- | --------------------- | ---------------------------------------- | -------------------- |
| Předseda vlády                                                        | Miha Marinko          | od 20. listopadu 1946                    | [ 1 ]                |
| Místopředseda vlády                                                   | dr. Marijan Brecelj   | od 20. listopadu 1946                    | [ 1 ]                |
| Místopředseda vlády a ministr výstavby                                | Ivan Maček            | od 20. listopadu 1946                    | [ 1 ]                |
| Místopředseda vlády                                                   | Sergej Kraigher       | od 9. února 1950                         | [ 3 ]                |
| Předsedkyně Kontrolní komise                                          | Vida Tomšič           | od 20. listopadu 1946                    | [ 1 ]                |
| Předseda Plánovací komise                                             | Sergej Kraigher       | od 20. listopadu 1946 do 9. února 1950   | [ 1 ] [ 3 ]          |
| Předseda Plánovací komise                                             | Janko Smole           | od 9. února 1950                         | [ 3 ]                |
| Ministr financí                                                       | Zoran Polič           | od 20. listopadu 1946                    | [ 1 ]                |
| Ministr lidového zdraví                                               | dr. Marjan Ahčin      | od 20. listopadu 1946                    | [ 1 ]                |
| Ministr obchodu a zásobování                                          | Tone Fajfar           | od 20. listopadu 1946 do 18. srpna 1947  | [ 1 ] [ 4 ]          |
| Ministr obchodu a zásobování                                          | Viktor Repič          | od 18. srpna 1947 do 23. října 1948      | [ 4 ] [ 5 ]          |
| Ministr obchodu a zásobování                                          | Jože Borštnar         | od 23. října 1948                        | [ 5 ]                |
| Ministr práce                                                         | Tomo Brejc            | od 20. listopadu 1946 do 18. srpna 1947  | [ 1 ] [ 4 ]          |
| Ministr práce                                                         | Ivan Regent           | od 18. srpna 1947 do 14. září 1949       | [ 4 ] [ 6 ]          |
| Ministr práce                                                         | Martin Grajf          | od 14. září 1949                         | [ 6 ]                |
| Ministr průmyslu a hornictví                                          | Franc Leskošek        | od 20. listopadu 1946 do února 1948      | [ 1 ] [ 8 ]          |
| Ministr průmyslu a hornictví                                          | dr. Marijan Brecelj   | od února 1948 do 9. února 1950           | [ 3 ] [ 8 ]          |
| Ministr průmyslu a hornictví                                          | Stane Kavčič          | od 9. února 1950 do 28. dubna 1950       | [ 3 ] [ 9 ]          |
| Ministr sociálních věcí                                               | dr. Anton Kržišnik    | od 20. listopadu 1946                    | [ 1 ]                |
| Ministr spravedlnosti                                                 | dr. Jože Pokorn       | od 20. listopadu 1946 do 23. října 1948  | [ 1 ] [ 5 ]          |
| Ministr spravedlnosti                                                 | dr. Heliodor Modic    | od 23. října 1948                        | [ 5 ]                |
| Ministr(yně) školství                                                 | prof. Lidija Šentjurc | od 20. listopadu 1946 do 18. srpna 1947  | [ 1 ] [ 4 ]          |
| Ministr(yně) školství                                                 | dr. Jože Potrč        | od 18. srpna 1947 do 14. září 1949       | [ 4 ] [ 6 ]          |
| Ministr(yně) školství                                                 | Ivan Regent           | od 14. září 1949                         | [ 6 ]                |
| Ministr vnitra                                                        | Boris Kraigher        | od 20. listopadu 1946                    | [ 1 ]                |
| Ministr zemědělství a lesnictví                                       | Janez Hribar          | od 20. listopadu 1946 do leden/únor 1947 | [ 1 ] [ 10 ] [ 11 ]  |
| Ministr zemědělství a lesnictví                                       | Ing. Jože Levstnik    | od leden/únor 1947 do 14. května 1948    | [ 11 ] [ 12 ] [ 13 ] |
| Ministr pro obecní záležitosti                                        | Ivan Regent           | od 9. června 1947 do 18. srpna 1947      | [ 4 ] [ 14 ]         |
| Ministr pro obecní záležitosti                                        | prof. Lidija Šentjurc | od srpna 1947 do 25. dubna 1949          | [ 15 ] [ 16 ]        |
| Ministr pro obecní záležitosti                                        | Milko Goršič          | od 25. dubna 1949 do 28. dubna 1950      | [ 9 ] [ 16 ]         |
| Ministr lesního hospodářství                                          | Tone Fajfar           | od 18. srpna 1947 do 14. května 1948     | [ 4 ] [ 13 ]         |
| Ministr lesního hospodářství                                          | Tone Fajfar           | od 14. září 1949 do 28. dubna 1950       | [ 6 ] [ 9 ]          |
| Ministr místní dopravy                                                | Jože Borštnar         | od 18. srpna 1947 do 23. října 1948      | [ 4 ] [ 5 ]          |
| Ministr místní dopravy                                                | Anton Šušteršič       | od 23. října 1948                        | [ 5 ]                |
| Předseda komise pro družstva při vládě LRS a ministr bez portfeje     | Janez Hribar          | od 18. srpna 1947 do 9. února 1950       | [ 3 ] [ 4 ]          |
| Ministr vlády LRS                                                     | dr. Jože Pokorn       | od 23. října 1948                        | [ 5 ]                |
| Ministr vlády LRS                                                     | Viktor Repič          | od 23. října 1948 do 9. února 1950       | [ 3 ] [ 5 ]          |
| Ministr věd a umění                                                   | dr. Jože Potrč        | od 14. září 1949                         | [ 6 ]                |
| Ministr zemědělství                                                   | Ing. Jože Levstik     | od 14. května 1948                       | [ 13 ]               |
| Ministr lesnictví a lesního hospodářství                              | Tone Fajfar           | od 14. května 1948 do 14. září 1949      | [ 6 ] [ 13 ]         |
| Ministr lesnictví                                                     | Jaka Avšič            | od 14. září 1949                         | [ 6 ]                |
| Ministr hornictví                                                     | France Popit          | od 9. února 1950 do 28. dubna 1950       | [ 3 ] [ 9 ]          |
| Ministr elektrohospodářství                                           | Ing. Miloš Brelih     | od 9. února 1950 do 28. dubna 1950       | [ 3 ] [ 9 ]          |
| Ministr státního nákupu                                               | Milan Škerlavaj       | od 25. dubna 1949 do 28. dubna 1950      | [ 9 ] [ 16 ]         |
| Ministr státního nákupu                                               | Leopold Krese         | od 28. dubna 1950                        | [ 9 ]                |
| Předseda Rady vlády LRS pro zpracovatelský průmysl                    | Stane Kavčič          | od 28. dubna 1950                        | [ 9 ]                |
| Předseda Rady vlády LRS pro nákladní dopravu                          | Viktor Avbelj         | od 28. dubna 1950                        | [ 9 ]                |
| Předseda Rady vlády LRS pro zemědělství a lesnictví                   | Janez Hribar          | od 28. dubna 1950                        | [ 9 ]                |
| Předseda Rady vlády LRS pro místní hospodářství                       | Tone Fajfar           | od 28. dubna 1950                        | [ 9 ]                |
| Předseda Rady vlády LRS pro energetiku a těžební průmysl              | Milko Goršič          | od 28. dubna 1950                        | [ 9 ]                |
| Ministr – generální ředitel pro hornictví                             | France Popit          | od 28. dubna 1950                        | [ 9 ]                |
| Ministr – generální ředitel pro elektroenergetiku                     | Ing. Miloš Brelih     | od 28. dubna 1950                        | [ 9 ]                |
| Ministr – generální ředitel pro místní průmysl                        | Tomo Brejc            | od 28. dubna 1950                        | [ 9 ]                |
| Ministr – generální ředitel pro zpracování kovů a elektrohospodářství | Tone Dolinšek         | od 28. dubna 1950                        | [ 9 ]                |
| Ministr – generální ředitel pro chemický průmysl                      | Ing. Pavle Žaucar     | od 28. dubna 1950                        | [ 9 ]                |
| Ministr – generální ředitel pro lesní průmysl                         | Ignac Volč            | od 28. dubna 1950                        | [ 9 ]                |
| Ministr – generální ředitel pro textilní a kožedělný průmysl          | Rudolf Janhuba        | od 28. dubna 1950                        | [ 9 ]                |
| Ministr státního majetku                                              | Milan Škerlavaj       | od 28. dubna 1950                        | [ 9 ]                |